# Botschaft der Elfenbeinküste in Berlin

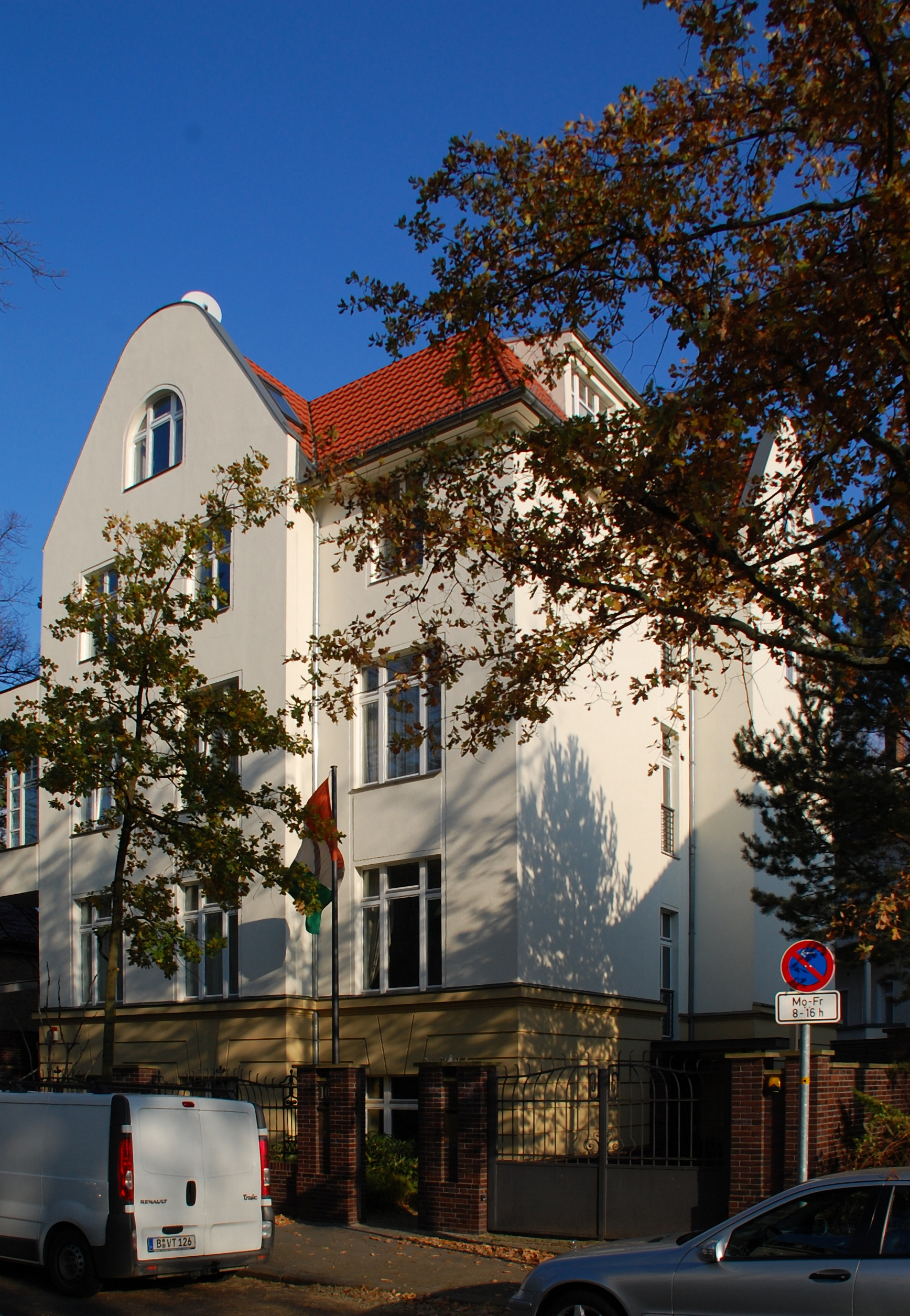
Botschaftsgebäude Schinkelstraße 10

Die Botschaft der Elfenbeinküste in Berlin ist die diplomatische Vertretung der Republik Côte d’Ivoire in Deutschland. Sie hat ihren Sitz in der Schinkelstraße 10 im Ortsteil Grunewald des Bezirks Charlottenburg-Wilmersdorf.
Botschafter ist seit dem 22. November 2024 Abdallah Azize Diabaté.
Die Elfenbeinküste unterhält Honorarkonsulate in Aachen und München.

## Geschichte der diplomatischen Beziehungen
Die ehemalige französische Kolonie Elfenbeinküste wurde am 7. August 1960 unabhängig. Am gleichen Tag nahmen der neue Staat und die Bundesrepublik Deutschland diplomatische Beziehungen auf. Die Botschaft hatte ihren Sitz in der Königstraße 93 in Bonn. Wegen des Umzugs von Bundestag und Regierung nach Berlin verlegte auch die Botschaft der Elfenbeinküste ihren Sitz in die neue deutsche Hauptstadt. Sie befindet sich in der Schinkelstraße 10 im Ortsteil Grunewald.
Am 5. Oktober 1984 wurden diplomatische Beziehungen zwischen der Elfenbeinküste und der DDR aufgenommen. Die Elfenbeinküste entsandte jedoch bis zur deutschen Wiedervereinigung im Jahr 1990 keinen Botschafter nach Ost-Berlin.

## Botschafter
seit 1961 waren folgende Persönlichkeiten als Botschafter eingesetzt:
- 1961–1968: Ernest Amos Djoro
- 1968–1971: Léon Ernst Amon
- 1971–1974: Adoni Manouan
- 1974–1977: Boa Thiémélé Amoikon Edjampan
- 1977–1983: Théodore Demel
- 1983–1986: Dieudonné Essienne
- 1987–1991: Lambert Amon-Tanoh
- 1991–1996: Siméon Ake
- 1996–2001: Jean-Vincent Zinzou de Messe A.
- 2002–2007: Florent Amin Atse
- 2008–2017: Kacou Houadja Léon Adom
- 2019–2024: Philippe Mangou[7]
- seit 2024: Abdallah Azize Diabaté[8]

## Gebäude
Das Botschaftsgebäude ist eine vierstöckige Villa in der Schinkelstraße 10 in Berlin-Grunewald.